# Шелестовка (Морозовский сельский совет)
Шелестовка (укр. Шелестівка) — село в Меловском районе Луганской области Украины. Входит в Морозовский сельский совет.
Население по переписи 2001 года составляло 331 человек. Почтовый индекс — 92521. Телефонный код — 6465. Занимает площадь 3,92 км². Код КОАТУУ — 4422883306.

## Местный совет
92520, Луганская обл., Меловский р-н, с. Морозовка, ул. 50 лет Октября, 49б

## Известные уроженцы
- Федоренко, Фёдор Михайлович (1903—19??) — советский военачальник, полковник.